# Zoroastre
Zoroastre (RCT 62 A) ist eine Tragédie lyrique in fünf Akten von Jean-Philippe Rameau (Musik) mit einem Libretto von Louis de Cahusac. Sie wurde am 5. Dezember 1749 im Palais Royal der Pariser Oper uraufgeführt. Ab dem 20. Januar 1756 zeigte man am selben Ort eine überarbeitete Zweitfassung (RCT 62 B).

## Handlung der Erstfassung von 1749

### Erster Akt
Verwüstete Landschaft mit von Stürmen geöffneten Klüften; im Hintergrund der aufgewühlte Fluss von Baktra und die gleichnamige Stadt; auf einer Seite der Palast von Amélite
Szene 1. Hohepriester Abramane berät sich mit seinem Untergebenen Zopire über die Nachfolge des kürzlich verstorbenen Königs. Abramane strebt selbst nach dem Thron. Er liebt die Thronanwärterin Amélite, die allerdings seinen Rivalen, den Magier Zoroastre, bevorzugt (Abramane: „Non, je ne puis assez punir“). Abramane hat Zoroastre inzwischen verbannt, geächtet und in die Flucht getrieben. Er hofft nun, anstelle von Amélite die Prinzessin Erinice für sich zu gewinnen.
Szene 2. Erinice legt keinen Wert auf Abramanes Schmeicheleien. Die beiden vereint aber der Hass auf Amélite und Zoroastre, der einst Erinices Liebe verschmähte. Erinice schwört, sich mit Abramane zu verbinden, wenn er sie zur Herrscherin macht. Er überreicht ihr als Unterpfand die Hälfte seines Zauberstabes, wodurch sie seine Magie nutzen kann.
Szene 3. Céphie und weitere junge Baktrer und Baktrerinnen versuchen mit Tanz und Gesang, Amélite über den Verlust ihres Geliebten zu trösten (Chor: „Rassurez-vous tendre Amélite“). Leider haben sie damit keinen Erfolg (Amélite: „Reviens, c’est l’amour qui t’appelle“ – Céphie: „Les tendres pleurs“). Ein Erdbeben unterbricht die Darbietung, und der Himmel verdüstert sich.
Szene 4. Erinice offenbart Amélite ihren Hass und vertreibt ihre Freunde mit Drohungen.
Szene 5. Erinice beschwört Dämonen herbei, die Amélite quälen sollen.
Szene 6. Furien zerren Amélite mit sich fort.

### Zweiter Akt
Ein liebliches Tal am Fuß des Bergs Taurus an der Küste von Hindustan; im Hintergrund eine Bergkette; auf einem der Berge ein „Pirée“ (Wohnsitz von Magiern); in der Ferne mehrere Hütten; vor Sonnenaufgang
Szene 1. Abénis, ein junger wilder Inder, verspürt den Ruf der Liebe (Abénis: „Sommeil, fuis de ce séjour“).
Szene 2. Cénide gesellt sich hinzu, und beide besingen Zoroastres wohltätigen Gott Oromaze (Ahura Mazda) und die Liebe.
Szene 3. Weitere indische Wilde schließen sich ihnen an.
Szene 4. Zoroastre und andere Magier verlassen das Pirée, um auf unterschiedlichen Wegen ins Tal zu gelangen. Sie rufen den Gott an, sich ihnen zu offenbaren. Bei den ersten Sonnenstrahlen vereinen die Magier mehrere indische Paare mit Blumengirlanden. Zoroastre preist die ewige Liebe (Zoroastre: „Aimez-vous sans cesse“). Die Frischvermählten tanzen. Plötzlich schlagen Flammen aus dem Tempel. Aus einer feurigen Wolke erschallt die Stimme Oromazes. Sie ermahnt Zoroastre, den Kampf gegen den Tyrannen aufzunehmen, und verheißt ihm Ruhm. Er wird in den Himmel erhoben (alle: „Zoroastre, vole à la gloire“).

### Dritter Akt
Ein Teil der Stadtmauer von Baktra mit dem Palast Erinices; dichte Finsternis bedeckt die Erde
Szene 1. In der Ferne sind Klagerufe des baktrischen Volks zu hören.
Szene 2. Zoroastre ist erschüttert über die Leiden der Bevölkerung.
Szene 3. Zélize, eine junge Baktrierin aus Amélites Gefolge, informiert Zoroastre über deren Gefangenschaft. Das Volk habe ihr zwar beistehen wollen, aber nichts gegen die bösen Geister ausrichten können. Zoroastre ruft Oromaze um Hilfe an (Zoroastre: „Dieu bienfaisant, Etre suprême“). Ein Lichtstrahl umhüllt erst ihn und dann das ganze Theater.
Szene 4. Das Volk eilt aus der Stadt, um Zoroastre beizustehen. Er ruft sie auf, sich zu bewaffnen, um den Tyrannen zu stürzen.
Die Mauern von Erinices Palast stürzen ein; im Hintergrund ist die von Dämonen und Erinice bedrohte Amélite zu sehen
Szene 5. Erinice lässt ihren Dolch fallen und flieht zusammen mit den Dämonen.
Szene 6. Zoroastre und die gerettete Amélite besingen ihre Liebe (Duett: „Je vous revois“). Das Volk bejubelt sie.
Szene 7. Plötzlich steigen düstere Dämpfe auf, und Abramane erscheint mit seinem Zauberstab. Das Volk flieht.
Szene 8. Zoroastre ruft das Volk der Elementarwesen zu seiner Hilfe herbei.
Szene 9. Die Elementargeister umtanzen Zoroastre. Eine Sylphe verspricht ihm den Schutz der Liebe. Er erhält Talismane, verzauberte Vasen, ein Buch mit Zaubersprüchen und weitere Hilfsmittel. Ein Feuerwesen (Salamander) verwandelt die Szene mit seinem Zauberstab in einen Luftpalast und überreicht Zoroastre den Stab. Der schwört, das Volk vor dem Tyrannen zu bewahren, und stellt Amélite unter den Schutz der Elementargeister.
Szene 10. Die Elementarwesen geleiten Amélite fort.

### Vierter Akt
Der unterirdische Teil des Tempels, in dem Abramane die Mysterien Arimans feiert; im Hintergrund ein blutbefleckter Altar
Szene 1. Abramane bemüht sich, seine Gewissensbisse zu unterdrücken (Abramane: „Cruels tyrans qui regnez dans mon cœur“).
Szene 2. Zopire berichtet, dass Abramanes Truppen den Kampf zu verlieren drohen, da die Gegner durch Zoroastre neuen Mut erhalten haben.
Szene 3. Erinice fühlt sich mitschuldig an Abramanes Gräueltaten. Sie beschreibt das Glück ihrer verhassten Gegner und hat keine Hoffnung mehr auf eigenen Ruhm oder ihre Rache. Abramane meint jedoch, dass der Hass noch immer genug Macht habe.
Szene 4. Abramane öffnet eine Doppeltür, hinter der sich die düsteren Geheimnisse seines Kults verbergen. Er beginnt mit seinen Priestern eine Zeremonie („Suprême auteur des maux“) mit Blutopfern und Sühnetänzen. Nachdem er die Vorzeichen günstig deutet, beschwört er Scharen böser Geister herbei.
Szene 5. Angeführt von den allegorischen Gestalten von Hass, Eifersucht, Verzweiflung und der mit einem Morgenstern bewaffneten Rache führen diese ein „ballet figuré“ aus. Die Rache erhält vom Hass eine Handvoll Schlangen für eine langsam schleichende Rache und von der Verzweiflung einen blutigen Dolch. Sie überreicht Abramane den Morgenstern und fordert ihn auf, seinen Mut in blutigen Gräueltaten zu beweisen. Auf dem Altar erscheint ein Abbild Zoroastres. Auf einen Ruf der Rache eilen höllische Geister herbei. Die Verzweiflung stachelt den Hass und die Dämonen weiter auf, und gemeinsam greifen sie die Figur an, die mit einer Stichflamme verschwindet. Abramane sieht dies als günstiges Vorzeichen.
Szene 6. Die Stimme Arimans aus der Unterwelt ruft die Höllengeister zu den Waffen.
Szene 7. Alle eilen zum Kampf.

### Fünfter Akt
Ein abgeschiedener ländlicher Teil des Gartens von Amélite
Szene 1. Amélite hofft auf einen guten Ausgang.
Szene 2. Zoroastre berichtet, dass die Kämpfe zu ihren Gunsten ausgegangen seien.
Szene 3. Das Volk bittet Amélite und Zoroastre, die Herrschaft zu übernehmen. Céphie und Zélize verbeugen sich vor ihnen und schwören ihnen gemeinsam mit dem restlichen Volk Gehorsam.
Szene 4. Abramane, Zopire und die bewaffneten Priester unterbrechen die Zeremonie und erklären, dass das Orakel Erinice zur Königin bestimmt habe. Der Himmel verdüstert sich, und es donnert. Die Kräfte des Lichts und der Finsternis stehen sich gegenüber. Plötzlich schlagen Blitze ein. Abramane und die Priester werden von Feuer umhüllt und von der Erde verschlungen.
Szene 5. Nach einer Sinfonie erstrahlt das ganze Theater in Licht. Ein von Elementarwesen bevölkerter Tempel steigt empor.
Ein Tempel von zusammengesetzter Bauweise; golden kannelierten Säulen von feuriger Farbe mit goldenen Kapitellen; die Gewölbe bilden ein Mosaik von goldener, silberner und grüner Farbe; eine gewaltige Kuppel im Hintergrund bildet das Heiligtum
Szene 6. Magier bewahren das heilige Feuer. Mit Girlanden geschmückte Elementarwesen verteilen sich in den Galerien des Tempels. Alle feiern den Sieg des Himmels über die Unterwelt und den auf der Erde wiederhergestellten Frieden. Zoroastre bittet Amélite, seine Frau zu werden. Sie reicht ihm ihre Hand.
Szene 7 „dernière“. Schäfer, Hirten, die Elementarwesen und das Volk preisen das Paar mit einem Ballett.

## Handlung der Zweitfassung von 1756

### Erster Akt
Die von einem Sturm verwüsteten Gärten des Königs von Baktrien
Szene 1. Hohepriester Abramane berät sich mit seinen Untergebenen Zopire und Narbanor über die Nachfolge des kürzlich verstorbenen Königs. Abramane strebt selbst nach dem Thron. Er liebt die Thronanwärterin Amélite, die allerdings seinen Rivalen, den Magier Zoroastre, bevorzugt (Abramane: „Non, je ne puis assez punir“). Abramane hat Zoroastre inzwischen verbannt, geächtet und in die Flucht getrieben. Er hofft nun, anstelle von Amélite die Prinzessin Erinice für sich zu gewinnen.
Szene 2. Erinice legt keinen Wert auf Abramanes Schmeicheleien. Die beiden vereint aber der Hass auf Amélite und Zoroastre, der einst Erinices Liebe verschmähte. Erinice schwört, sich mit Abramane zu verbinden, wenn er sie zur Herrscherin macht. Er überreicht ihr als Unterpfand die Hälfte seines Zauberstabes, wodurch sie seine Magie nutzen kann.
Szene 3. Céphie und weitere junge Baktrer und Baktrerinnen versuchen mit Tanz und Gesang, Amélite über den Verlust ihres Geliebten zu trösten (Chor: „Rassurez-vous tendre Amélite“). Leider haben sie damit keinen Erfolg (Amélite: „Reviens, c’est l’amour qui t’appelle“ – Céphie: „Les tendres pleurs“). Ein Erdbeben unterbricht die Darbietung, und der Himmel verdüstert sich.
Szene 4. Erinice offenbart Amélite ihren Hass und vertreibt ihre Freunde mit Drohungen.
Szene 5. Erinice beschwört Dämonen herbei, die Amélite quälen sollen.
Szene 6. Furien zerren Amélite mit sich fort.

### Zweiter Akt
Der Palast von Oromasès (Ahura Mazda), dem König der guten Geister
Szene 1. Zoroastre beklagt die Abwesenheit Amélites.
Szene 2. Oromasès ermahnt Zoroastre, in den Kampf gegen Abramane zu ziehen und Amélite und die Welt von diesem Ungeheuer zu befreien. Er beschwört die Geister der Elemente herbei.
Szene 3. Die Elementargeister umringen Zoroastre und hüllen ihn in eine Wolke (Zoroastre: „Où suis-je? Un nouveau jour m’éclaire“). Oromasès überreicht ihm zum Abschluss seiner Initiation das Buch des Lebens.
Das schauerliche Innere der Festung der Baktrischen Könige
Szene 4. Dämonen bedrohen die in Ketten gelegte Amélite. Erinice fordert sie auf, ihrem Thronanspruch zu entsagen. Als sie sich weigert, stürzt sich Erinice mit einem Dolch auf sie. In diesem Moment zerbricht eine Eisentür.
Szene 5. Zoroastres Erscheinen nimmt Erinice sofort ihre Macht. Die Dämonen verschwinden. Erinice weist Zoroastre darauf hin, dass er in ihrer unmäßigen Wut ein Übermaß an Liebe für ihn erkennen könne. Sie geht Rache schwörend ab.
Szene 6. Zoroastre versichert Amélite, dass Erinice nichts gegen ihn ausrichten könne. Er werde sie schon bald zur Königin machen. Beide versichern sich ihre Liebe. Auf Zoroastres Wort hin brechen die Mauern zusammen, und der Stadtplatz wird sichtbar.
Ein Platz in Baktra
Szene 7. Zoroastre präsentiert dem versammelten Volk die rechtmäßige Königin Amélite. Alle jubeln.

### Dritter Akt
Außerhalb der Stadt Baktra; das Ufer des Flusses, der sie durchfließt; vor dem Ende der Nacht
Szene 1. Erinice kann ihre Wut über den fehlgeschlagenen Angriff kaum zügeln. Abramane versucht, sie zu beruhigen. Er hat Zoroastre bereits eine Falle bereitet. Damit ihm Erinice nicht in die Quere kommen kann, entzieht er ihr ihre Macht und hüllt sie in eine dichte Wolke.
Szene 2. Abramanes Plan, der seine Macht festigen soll, beinhaltet die Vernichtung des ihm verhassten Volks (Abramane: „Osons achever de grands crimes“). Er will bei Tagesanbruch zuschlagen, wenn sich seine Gegner versammelt haben.
Szene 3. Zoroastre erwacht aus dem Schlaf („Sommeil fui de ce séjour“).
Szene 4. Amélite und Zoroastre machen sich mit ihrem Gefolge auf den Weg zur Hochzeitszeremonie.
Szene 5. Das Volk versammelt sich. Zoroastre stimmt einen Hymnus an die Sonne an („O lumière vive et pure“). Alle feiern mit Tanz und Gesang die bevorstehende Massenhochzeit.
Szene 6. Junge Bergbewohner treffen ein, die sich ebenfalls zu diesem Anlass vermählen lassen wollen. Die Paare bilden einen Halbkreis um Zoroastre und Amélite und reichen sich zum Hochzeitsschwur die Hände. In diesem Augenblick ertönt ein Donnerschlag, und die Bühne verdunkelt sich.
Szene 7. Abramane steigt auf einem flammenden Wagen vom Himmel herab und beschwört seine bösen Geister, Tod und Schrecken unter den Anwesenden zu verbreiten. Amélite sinkt getroffen zusammen. Das Volk ergreift panisch die Flucht.
Szene 8. Zoroastre ruft gute Geister des Friedens herbei, die Amélite mit sich fort führen. Feuersäulen stürzen vom Himmel und setzen die Stadt in Brand. Zoroastre nimmt die Verfolgung Abramanes auf, um das Volk zu retten.

### Vierter Akt
Der unterirdische Teil des Tempels, in dem Abramane die Mysterien Arimans feiert; im Hintergrund ein blutbefleckter Altar
Szene 1. Abramane bemüht sich, seine Gewissensbisse zu unterdrücken (Abramane: „Cruels tyrans qui regnez dans mon cœur“).
Szene 2. Zopire berichtet, dass Abramanes Truppen den Kampf zu verlieren drohen, da die Gegner durch Zoroastre neuen Mut erhalten haben.
Szene 3. Narbanor bringt die Nachricht von der endgültigen Niederlage der höllischen Mächte. 
Szene 4. Erinice fühlt sich mitschuldig an Abramanes Gräueltaten. Sie beschreibt das Glück ihrer verhassten Gegner und hat keine Hoffnung mehr auf eigenen Ruhm oder ihre Rache. Abramane meint jedoch, dass der Hass noch immer genug Macht habe.
Szene 5. Abramane öffnet eine Doppeltür, hinter der sich die düsteren Geheimnisse seines Kults verbergen. Er beginnt mit seinen Priestern eine Zeremonie („Suprême auteur des maux“) mit Blutopfern und Sühnetänzen. Nachdem er die Vorzeichen günstig deutet, beschwört er Scharen böser Geister herbei.
Szene 6. Angeführt von den allegorischen Gestalten von Hass, Eifersucht, Verzweiflung und der mit einem Morgenstern bewaffneten Rache führen diese ein „ballet figuré“ aus. Die Rache erhält vom Hass eine Handvoll Schlangen für eine langsam schleichende Rache und von der Verzweiflung einen blutigen Dolch. Sie überreicht Abramane den Morgenstern und fordert ihn auf, seinen Mut in blutigen Gräueltaten zu beweisen. Auf dem Altar erscheint ein Abbild Zoroastres. Auf einen Ruf der Rache eilen höllische Geister herbei. Die Verzweiflung stachelt den Hass und die Dämonen weiter auf, und gemeinsam greifen sie die Figur an, die mit einer Stichflamme verschwindet. Abramane sieht dies als günstiges Vorzeichen.
Szene 7. Die Stimme Arimans aus der Unterwelt ruft die Höllengeister zu den Waffen.
Szene 8. Alle eilen zum Kampf.

### Fünfter Akt
Das antike Feld von Zerdouts, wo die Könige Baktriens eingesetzt wurden; umgeben von Felsen, geteilt durch Felder und im Hintergrund begrenzt von der Bergkette, die diesen Teil Asiens von Hindustan trennt
Szene 1. Erinice wird von Gewissensbissen geplagt.
Szene 2. Sie warnt Zoroastre vor dem bevorstehenden Angriff Abramanes und der Höllengeister. Eine Sinfonie verkündet die Freude des Volkes. Erinice erkennt, dass ihre Reue Zoroastre nicht beeindruckt. Sie zieht sich enttäuscht zurück.
Szene 3. Zoroastre denkt über Erinices unsteten Charakter nach, als das Volk in der Ferne über einen neuen Anschlag klagt.
Szene 4. Céphie erzählt, dass Amélite auf ihrem Weg zum Thron von einem Feuersturm angegriffen wurde.
Szene 5. Erinice erscheint mit Zopire, Narbanor und Ariman-Priestern. Abramane verkündet von einer feurigen Wolke aus, dass sich Amélite in seiner Gewalt befinde und er sie vor Zoroastres Augen töten werde. Er erhebt den Morgenstern. Daraufhin teilt sich die Wolke, und die angekettete Amélite wird sichtbar. Zoroastre wendet sich nun direkt an den Himmel, um die Dämonen in die Unterwelt zu verbannen. Ein Blitz trifft Abramane, Erinice und die Priester. Ein Abgrund tut sich auf und verschlingt sie. Zugleich verwandelt sich die Szene.
Prächtiges von Elementargeistern bevölkertes Gebäude, der erste im Licht erbaute Tempel, von vielgestaltiger Bauweise mit durchbrochenen Gewölben, durch die verschiedene Symbole der Werte, Künste und Tugenden zu sehen sind, die Zoroastre auf der Erde verbreiten wird
Szene 6. Oromasès erscheint auf leuchtenden Wolken. Elementargeister befreien Amélite von ihren Ketten und führen sie zu Zoroastre. Oromasès verkündet, dass er seine letzte Prüfung bestanden habe und nun seinen Lohn erhalte.
Szene 7. Die guten Geister krönen Zoroastre und Amélite und vereinen sie mit Blumengirlanden. Sie rufen die Völker herbei.
Szene 8 „dernière“. Schäfer, Hirten und das Volk preisen das Paar mit einem Ballett.

## Gestaltung

### Libretto und Musik
Rameau überschritt mit diesem Werk die üblichen Vorgaben der Tragédie lyrique deutlich. Vordergründig zeigt sich dies bereits im Sujet, das nicht mehr auf der griechisch-römischen Mythologie basiert, sondern altorientalisch-exotisch und von antiken persischen Quellen inspiriert ist. Noch deutlicher sind die Neuerungen in der dramatischen Entwicklung der Handlung. Sie erfolgt nicht linear. Stattdessen werden die wiederholten Kämpfe zwischen dem Guten und dem Bösen in einem mehrfachen Wechsel zwischen Licht (Tag) und Dunkelheit (Nacht) dargestellt. In der Zweitfassung verstärkte sich dies noch einmal. Szenisch aufgewertet wird es durch abwechslungsreiche Schauplätze und handlungstragende Ballette („ballets figurés“). Cahusac und Rameau verzichteten in dieser Oper zum ersten Mal auf einen Prolog, der bisher typischer Bestandteil einer Tragédie lyrique war. Im Gegenzug erhielt die Ouvertüre eine programmatische Bedeutung, die die Autoren im Vorwort des Librettos folgendermaßen beschrieben:

« L’OUVERTURE SERT DE PROLOGUE.
 La premiere partie est un Tableau fort & pathetique du pouvoir barbare d’Abramane, & des gémissemens des Peuples qu’il opprime. Un doux calme succede: L’espoir renaît.
 La seconde partie est une Image vive & riante de la puissance bienfaisante de Zoroastre, & du bonheur des Peuples qu’il a délivrez de l’oppression. »

„EINE OUVERTÜRE AN STELLE DES PROLOGS.
 Der erste Teil gibt eine starke, pathetische Darstellung von der barbarischen Gewaltausübung durch Abramane und von den Klagerufen der Völker, die er unterdrückt. Es folgt wohltuende Stille: Hoffnung lebt wieder auf.
 Der zweite Teil bringt ein lebhaft heiteres Bild von Zoroasters wohltätiger Macht und vom Glücke der Völker, die er von der Unterdrückung erlöst hat.“

Anders als in einigen früheren französischen Opern wird Zoroastre hier vollkommen positiv dargestellt. Er bildet als Lichtgestalt den Gegenpol zum Vertreter der Finsternis, Abramane. Das Werk erscheint dadurch als „dualistisches Ideendrama“ (Arnold Jacobshagen). Stimmlich unterscheidet sich der von einem Haute-contre gesungene Zoroastre deutlich von seinen männlichen Gegenspielern, die ausnahmslos von Bässen gesungen werden. Entsprechend werden die guten Personen Zoroastre und Amélite durch hohe Holzbläser charakterisiert, Abramane und Erinice dagegen mehrfach durch zwei Fagotte und geteilte tiefe Streicher.
Cahusac war Freimaurer und Sekretär des Großmeisters der Französischen „Grande Loge“. Sein Werk enthält viele Bezüge auf das Freimaurertum. Dies zeigt sich hier beispielsweise in der Anbetung des Lichtgottes, in der Messianischen Mission des Zoroastre, in den Talismanen und in der Ausstattung des Tempels im fünften Akt. In der Zweitfassung kamen weitere Symbole wie eine Initiationszeremonie im zweiten Akt hinzu.
In der Zweitfassung von 1756 verzichtete Rameau auf Trompeten, Pauken und Klarinetten. Letztere waren 1749 zum ersten Mal überhaupt in der Pariser Oper zum Einsatz gekommen. Formal näherte er sich mit einer Bevorzugung geschlossener Arienformen (dreizehn statt ursprünglich fünf) der Opera seria an. Möglicherweise geschah dies als Reaktion auf den Buffonistenstreit, der zwischen 1752 und 1754 in Paris geführt wurde. In diesem Sinne sind auch die jetzt viel häufigeren Wortwiederholungen und Koloraturen zu verstehen. Die ursprünglich eher als kurze Einwürfe konzipierten Chorsätze bilden jetzt größere zusammenhängende Einheiten. Der Chor hat eine ungewöhnlich große Bedeutung. Er wird in unterschiedlichsten Stimmkombinationen eingesetzt, die von Unisono-Gesängen über Vierstimmigkeit mit verschiedenen Soli bis zur Doppelchörigkeit reichen. Außerordentlich vielfältig sind auch die zahlreichen Divertissements und Balletteinlagen.
Die Charakterisierung der Frauen Amélite und Erinice, die in der Erstfassung nicht viel mehr als Schachfiguren im Kampf zwischen Gut und Böse waren, wurde in der Zweitfassung gestärkt. Zoroastres Liebe zu Amélite erhielt eine größere Bedeutung. Im Gegenzug liegt das Ziel seiner Mission nicht mehr nur in der Befreiung Baktriens, sondern der gesamten Welt. Den Auftrag dazu erhält er nun direkt von Oromasès (Ahura Mazda), dem König der guten Geister. Das Grundproblem der übergroßen Abhängigkeit der Charaktere von göttlichen Eingriffen allerdings blieb auch in der Zweitfassung bestehen.

### Orchester
Die Orchesterbesetzung der Oper umfasst die folgenden Instrumente:
- Holzbläser: Piccoloflöte, zwei Flöten, zwei Oboen, zwei Klarinetten (nur Erstfassung), zwei Fagotte
- Blechbläser: zwei Hörner, zwei Trompeten (nur Erstfassung)
- Pauken (nur Erstfassung)
- Streicher
- Basso continuo

## Werkgeschichte
Der am 5. Dezember 1749 im Palais Royal der Pariser Oper uraufgeführte Zoroastre ist Jean-Philippe Rameaus letzte zu seinen Lebzeiten gespielte Tragédie lyrique. Das Libretto stammt von Louis de Cahusac. Es entstand bereits im Sommer 1747. Für seine Vertonung verwertete Rameau einige Stücke aus seinen Pièces de clavecin und der 1733/1734 entstandenen unaufgeführten Tragédie Samson.
Die Bühnenbilder der Uraufführung stammten von Pietro Algeri. Es dirigierte André Chéron. Die Sänger waren Pierre de Jélyotte (Zoroastre), Claude de Chassé (Abramane), Marie Fel (Amélite), Marie-Jeanne Fesch „Mlle Chevalier“ (Erinice), M. Person (Zopire), Mlle Duperey „Dupeyrey“ (Céphie), François Le Page (La Vengeance und Salamander), M. Lefebvre „Le Fevre“ (Ariman), Louise Jacquet (Zélize), François Poirier „Poirié“ (Abénis, Oromaze, 1. Furie), Mlle Dalière ([Cénide und] La Jalousie), Georges Imbart de La Tour (3. Furie und Stimme aus der Wolke), Marie-Angélique Coupé ([Cénide] und Sylphe) und Mlle Rollet „Rolet“ (La Colère). Zu den Tänzern gehörten Marie-Anne Cupis „la Camargo“, Louis Dupré und Jean-Barthélémy Lany.
Die mit großem Aufwand produzierte Aufführung hatte zunächst nur einen vergleichsweise bescheidenen Erfolg, der trotz 25 Aufführungen bis zum 1. Februar 1750 deutlich geringer war als der zeitgleich gespielte Le carnaval du Parnasse von Jean-Joseph Cassanéa de Mondonville. Dies lag hauptsächlich am Libretto. Die Musik und besonders die Dekorationen hingegen fanden überwiegend Bewunderung. Der Abbé Joseph de Laporte schrieb in seinen Anecdotes dramatiques contenant toutes les piéces de théâtres (Paris 1775): „Die Dekorationen, die Bühnenmaschinerie, die Beleuchtung und die Kostüme in der Oper Zoroastre: all dies übertraf mit seinem Geschmack, seiner Großartigkeit und seiner Pracht auch das Schönste, was in diesem Gebäude seit seiner Einweihung zu sehen gewesen war.“ Er erwähnte einen Herrn, der vergeblich die fünfte Aufführung besuchen wollte und dies mit diesen Worten kommentierte: „Nicht ein Haus hier in Paris betrete ich, in dem nicht haarsträubend Schlimmes über diese Oper erzählt wird. Und hierher komme ich viermal hintereinander, ohne einen Platz bekommen zu können. Nur Franzosen können auf dieser Welt zu einer solchen Schizophrenie fähig sein.“
Giacomo Casanova erstellte eine italienische Übersetzung des Librettos, die 1752 mit Musik von Johann Adam in Dresden gezeigt wurde und dort viel Beifall fand. Der Mercure de France berichtete im Mai 1752 detailliert über diese Produktion.
Ab Mai 1752 unterzogen de Cahusac und Rameau den Zoroastre einer gründlichen Überarbeitung, die besonders den zweiten, dritten und fünften Akt betraf. Diese Fassung wurde am 19. oder 20. Januar 1756 erstmals im Palais Royal gespielt. Es sangen François Poirier (Zoroastre), Claude de Chassé (Abramane), Marie Fel (Amélite), Marie-Jeanne Fesch „Mlle Chevalier“ (Erinice), M. Person (Zopire), Mlle Davaux (Céphie), Henri Larrivée (La Vengeance), M. Desbelles (Ariman), Louis-Antoine Cuvilliers „fils“ (Narbanor), Nicolas Gélin (Oromasès).

Titelblatt der Partiturausgabe, Paris nach 1771

Die Zweitfassung erwies sich als überaus erfolgreich. Sie hielt sich bis 1771 im Repertoire der Pariser Oper. Am 26. Januar 1770 wurde mit einer Bearbeitung von Pierre-Montan Berton der neue Opernsaal des Palais Royal eingeweiht.

Louis-René Boquet: Kostümskizzen, Paris 1769
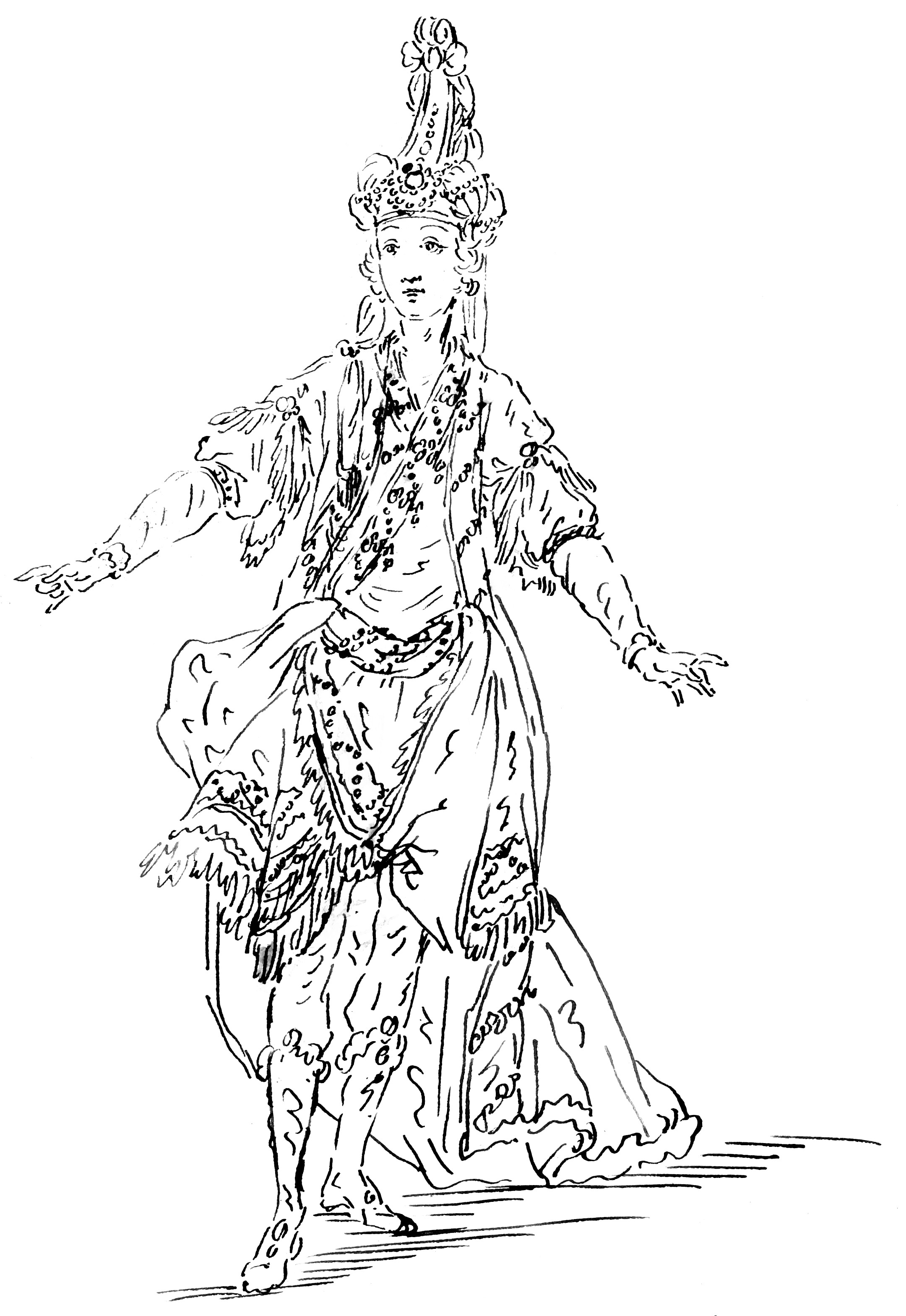
M. Legros als Zoroastre
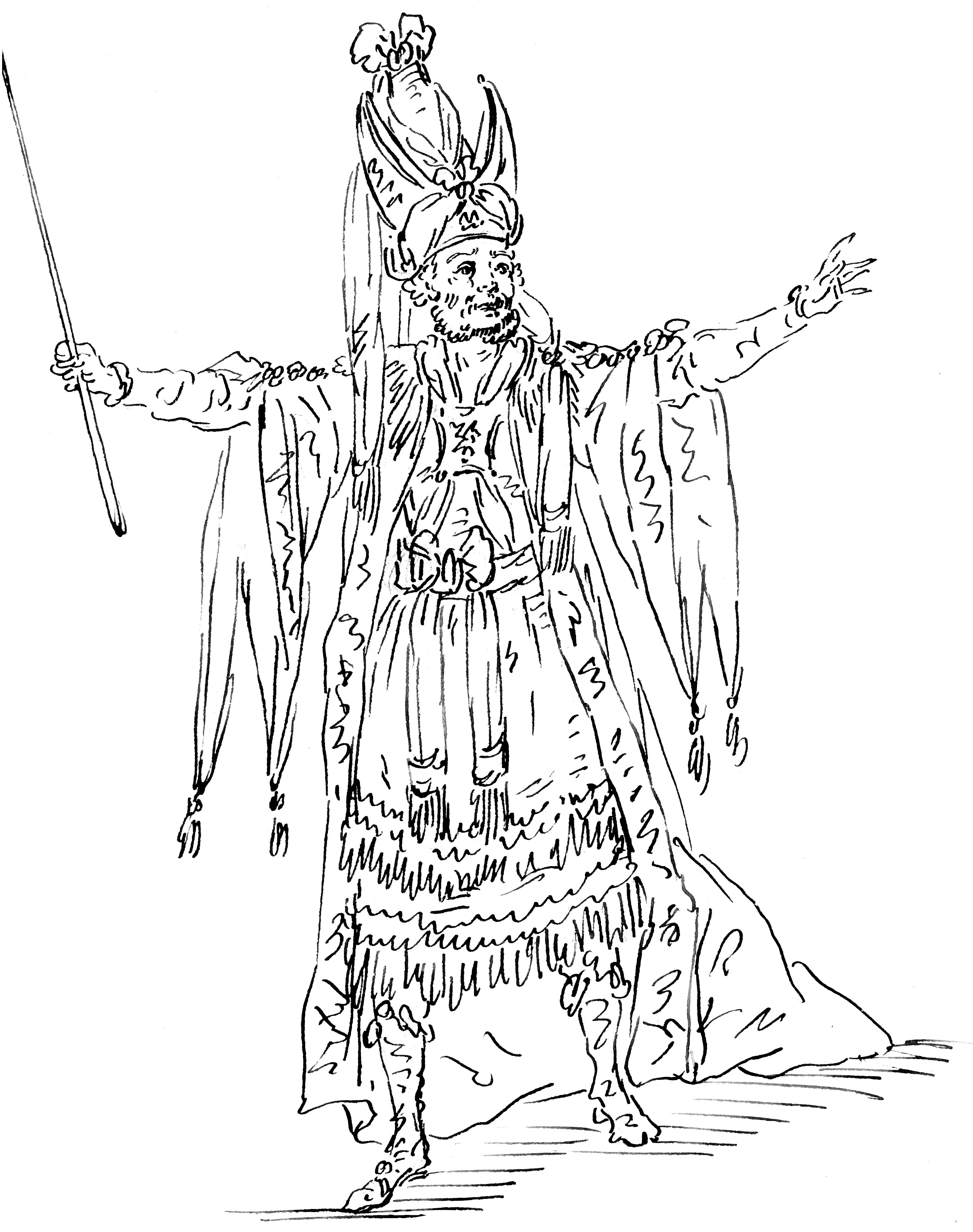
M. Gelin als Abramane
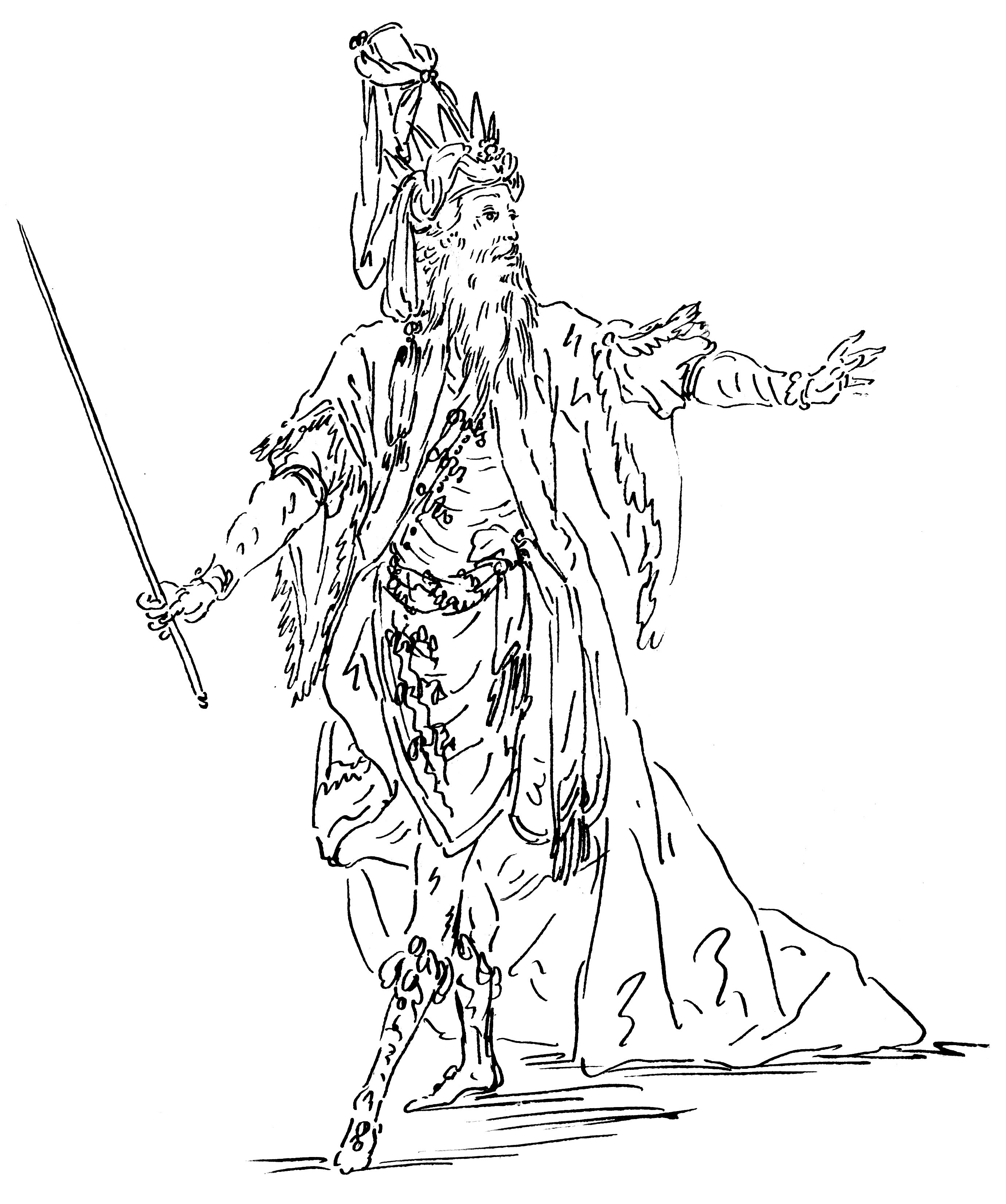
M. Durand als Oromasès
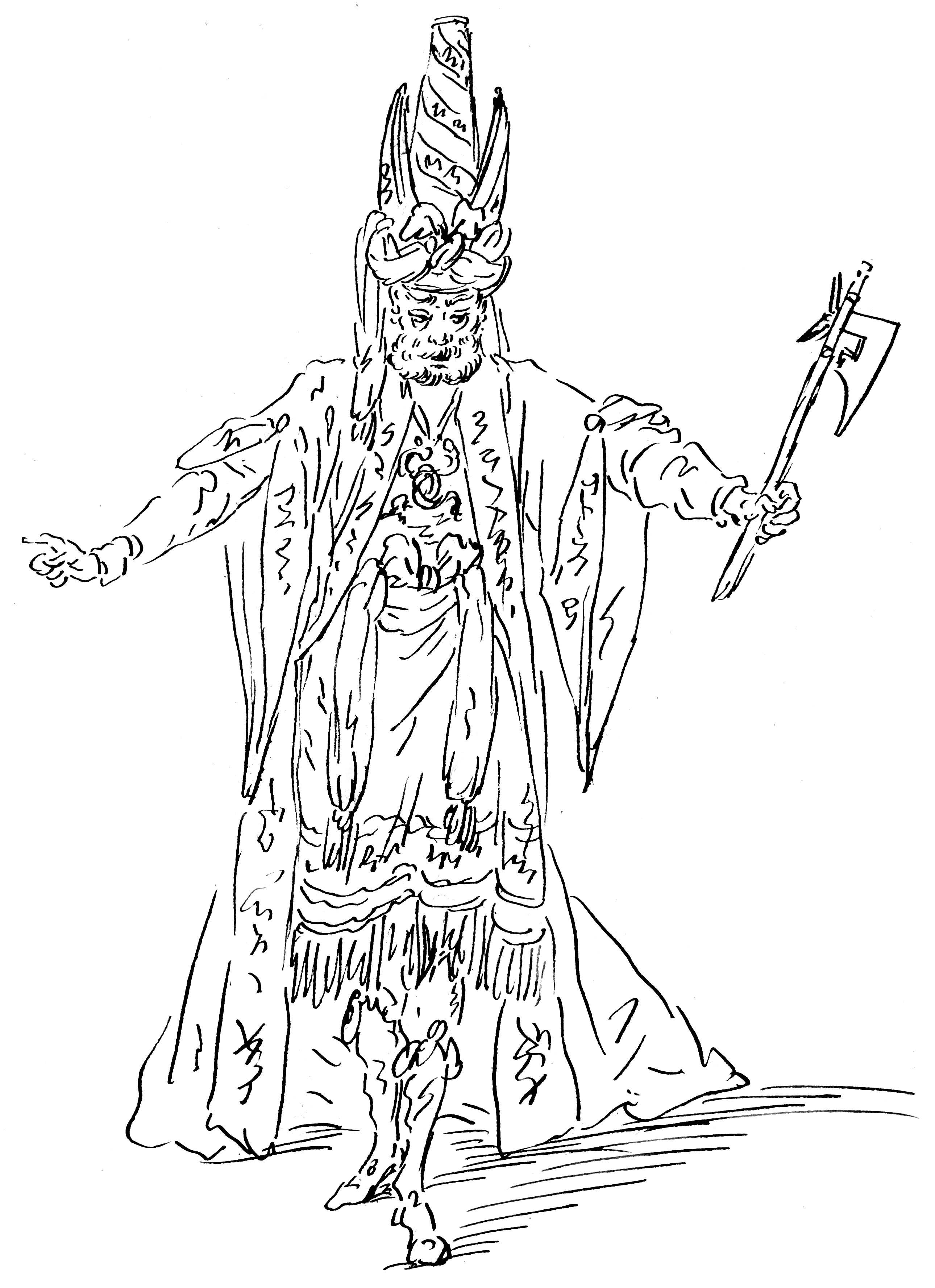
Zopire
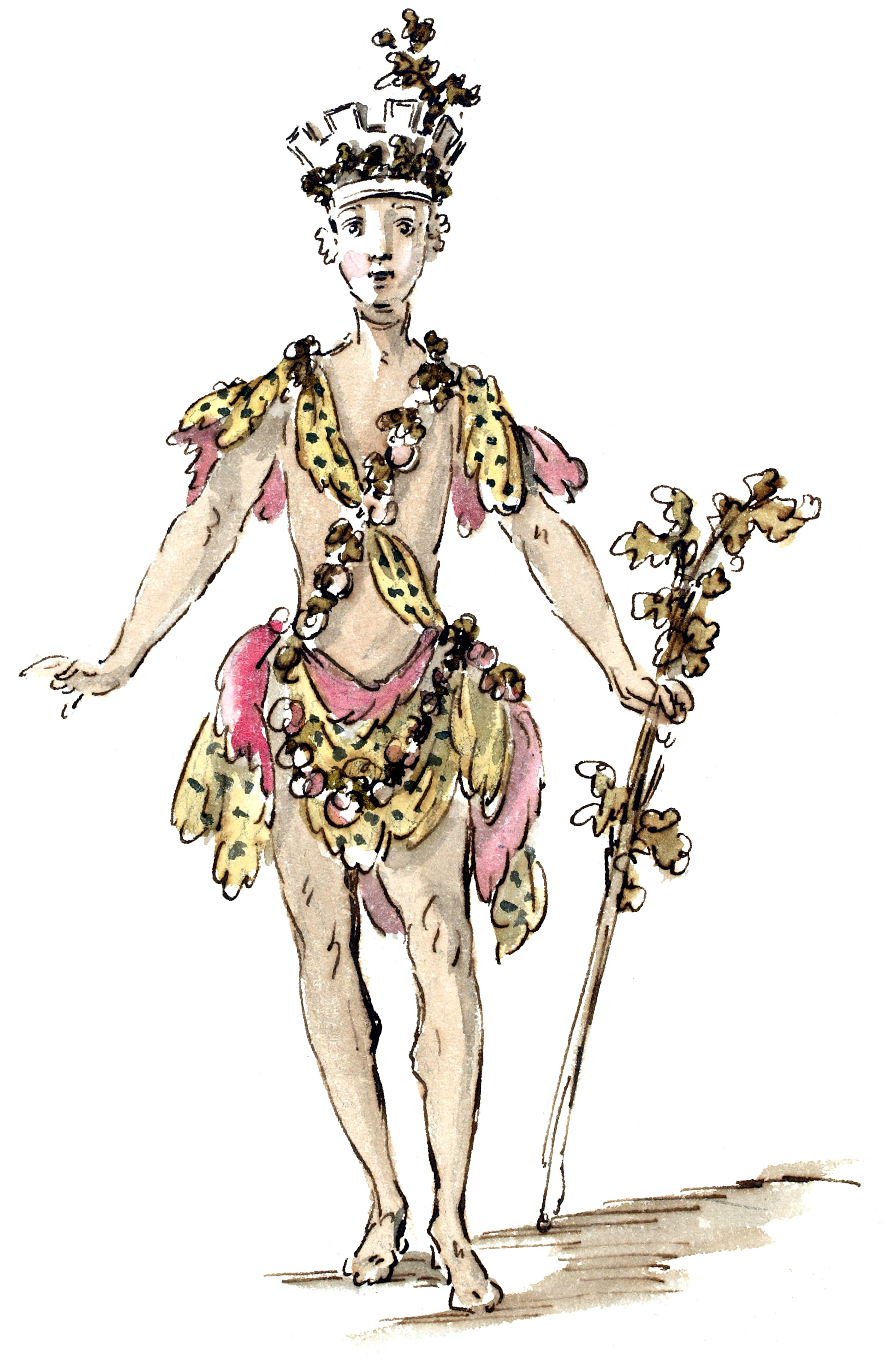
Elementargeist der Erde
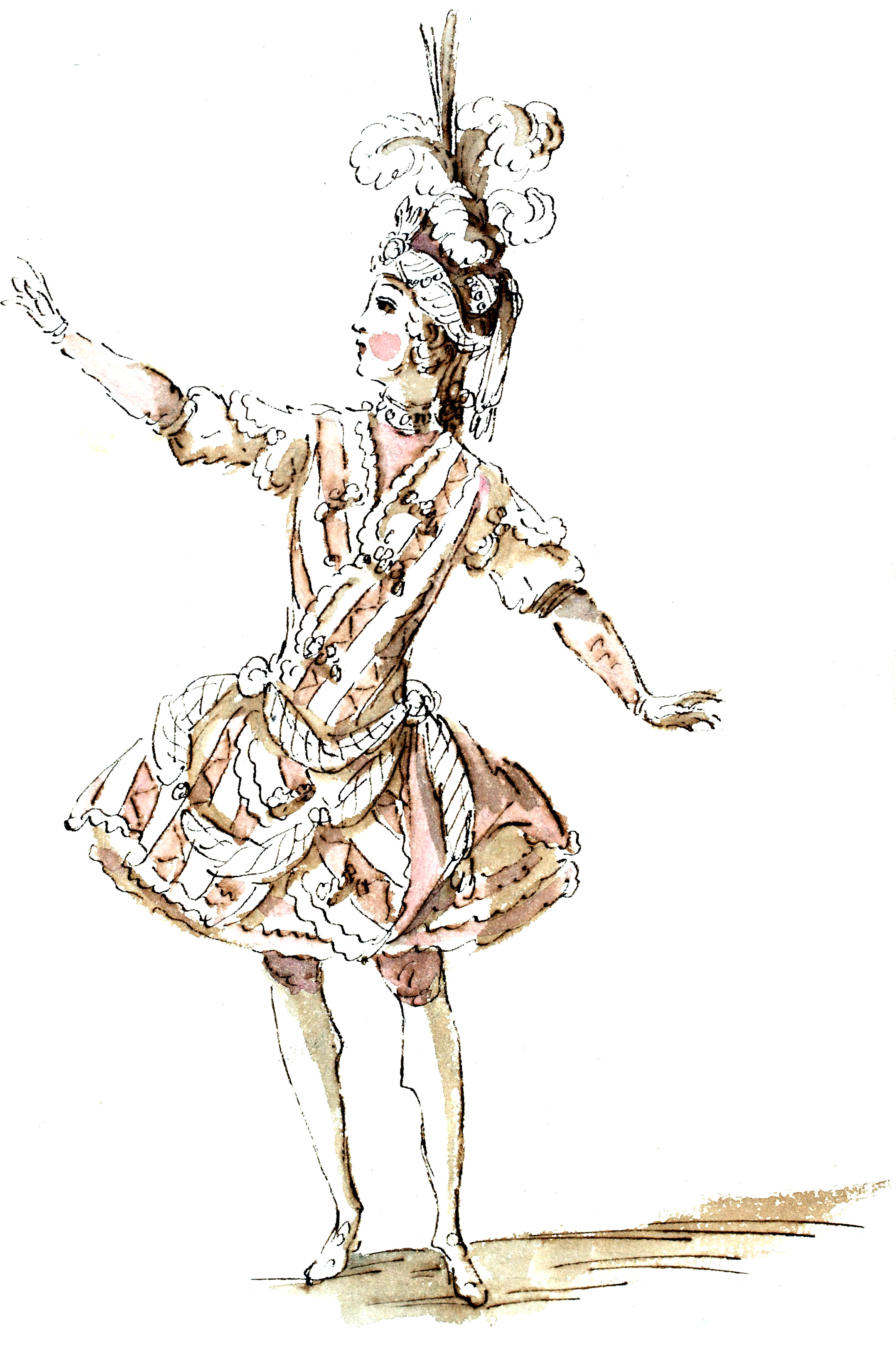
Baktrier

Die Pariser Opéra-Comique zeigte 1756 eine Parodiefassung mit dem Titel Nostradamus von Toussaint-Gaspard Taconet.
Es gab schon früh erste Versuche, das Werk wiederzubeleben. Ein Chor wurde bereits 1832 von François Joseph Fétis in das Programm des ersten seiner „Concerts historiques“ aufgenommen. 1903 gab es eine konzertante Teilaufführung der Schola Cantorum in Paris. Seit 1964 steht das Werk gelegentlich auf den Spielplänen der Opernhäuser:
- 1964: Opéra-Comique Paris und Festival von Bordeaux – Bearbeitung von Claude Arrieu und Henri Doublier; Regie: Doublier, Dirigent: Manuel Rosenthal; Zoroastre: Eric Tappy, Amélite: Christiane Eda-Pierre;[3] Foto-Dokumentation auf Gallica (siehe Weblinks).
- 1975: Lyon – Dirigent: Claire Gibault.[3]
- 1979: Queen Elizabeth Hall London – gekürzt, konzertant.[4]
- 1983: Sanders Theatre Boston; Regie: Philippe Lenaël, Choreographie: Violette Verdy.[3]
- 1998: Théâtre de Caen, Opéra National de Lyon, Festival de Beaune, Royal Albert Hall London – konzertante Aufführungen; Les Arts Florissants, Dirigent: William Christie; weitere Aufführungen 2001 beim Edinburgh Festival, beim Septembre Musical de l’Orne und im Théâtre de Poissy.[14]
- 2005/2006: Schlosstheater Drottningholm, De Nederlandse Opera Amsterdam – Fassung von 1756; Inszenierung: Pierre Audi, Choreografie: Amir Housseinpour, Ausstattung: Patrick Kinmonth, Dirigent: Christophe Rousset; Zoroastre: Anders J. Dahlin, Amélite: Sine Bundgaard, Abramane: Evgueniy Alexiev, Erinice: Maria Panzarella; auch 2009 an der Opéra-Comique Paris gezeigt.[14][15]
- 2017: Komische Oper Berlin – Inszenierung: Tobias Kratzer, Bühne und Kostüme: Rainer Sellmaier, Video: Manuel Braun, Dirigent: Christian Curnyn; Zoroastre: Thomas Walker, Amélite: Katherine Watson, Abramane: Thomas Dolié, Erinice: Nadja Mchantaf.[16]
- 2024: Theater Münster – Inszenierung: Georg Schütky, Bühne: Ralf Käselau, Kostüme: Katharina Gault, Dirigent: Bernhard Forck, Choreografie: Josep Caballero Garcia; Zoroastre: David Tricou, Amélite: Robyn Allegra Parton, Abramane: Johan Hyunbong Choi, Érinice: Wioletta Hebrowska.[17][18]

## Aufnahmen
- 9. März 1983 – Sigiswald Kuijken (Dirigent), La Petite Bande, Collegium Vocale Gent.
 John Elwes (Zoroastre), Gregory Reinhart (Abramane), Greta de Reyghere (Amélite), Mieke van der Sluis (Erinice), Michel Verschaeve (Zopire), Agnès Mellon (Céphie), François Fauché (Narbanor), Jacques Bona (Oromasès).
 Live, konzertant aus Köln, Fassung von 1756.[19]:14916
- 10.–20. November 1983 – Sigiswald Kuijken (Dirigent), La Petite Bande, Collegium Vocale Gent.
 Besetzung wie in der Aufführung vom 9. März 1983.
 Studioaufnahme, Fassung von 1756.
 Deutsche Harmonia Mundi 1C 157 1999813 (LP), EMI CD: 7 47916 8, Harmonia mundi: RD 77144.[19]:14915
- 18. Juli 1998 – William Christie (Dirigent), Les Arts Florissants.
 Mark Padmore (Zoroastre), Clive Bayley (Abramane), Gaëlle Méchaly (Amélite), Karine Deshayes (Erinice), Matthieu Lécroart (Zopire und La Vengeance), Stéphanie Révidat (Céphie), Francois Bazola (Narbanor), Thierry Félix (Oromasès).
 Live, konzertant aus der Royal Albert Hall in London, Fassung von 1756.[19]:14917
- 28. August–10. September 2001 – William Christie (Dirigent), Les Arts Florissants.
 Mark Padmore (Zoroastre), Nathan Berg (Abramane), Gaëlle Méchaly (Amélite), Anna Maria Panzarella (Erinice), Matthieu Lécroart (Zopire und La Vengeance), Stéphanie Révidat (Céphie), Eric Martin Bonnet (Ariman und Oromasès), Francois Bazola (Narbanor).
 Studioaufnahme, Fassung von 1756.
 Erato/Warner 09274 3182-2.[19]:14918
- Juli 2006 – Christophe Rousset (Dirigent), Pierre Audi (Inszenierung), Les Talens Lyriques, Orchester und Chor des Schlosstheaters Drottningholm.
 Anders J. Dahlin (Zoroastre), Evgueniy Alexiev (Abramane), Sine Bundgaard (Amélite), Anna Maria Panzarella (Erinice), Lars Arvidson (Zopire und La Vengeance), Ditte Andersen (Céphie), Gérard Théruel (Ariman und Oromasès), Marcus Schwartz (Narbanor).
 Video; live aus Drottningholm.
 Opus Arte OA 0973D (2 DVDs).[19]:14919
- 2022 – Alexis Kossenko (Dirigent), Les Ambassadeurs, La Grande Écurie, Chœur de Chambre de Namur.
 Reinoud van Mechelen (Zoroastre), Tassis Christoyannis (Abramane), Jodie Devos (Amélite), Véronique Gens (Erinice), David Witczak (Zopire, Ahriman, Génie und Vengeance), Gwendoline Blondeel (Céphie und Cénide), Marine Lafdal-Franc (Zélize, Fée und Furie), Mathias Vidal (Abénis, Orosmade und Furie).
 Ersteinspielung der Urfassung von 1749.
 Alpha Classics ALPHA891 (3 CDs).[20]

## Digitalisate
- Zoroastre, RCT 62: Noten und Audiodateien im International Music Score Library Project
- Partitur, 1749–1761. Digitalisat bei Gallica, Fassung von 1756
- Partitur, 1771-1789. Digitalisat bei Gallica, Fassung von Pierre-Montan Berton
- Libretto (französisch, unvollständig), Paris 1749. Digitalisat bei Gallica (vollständig bei IMSLP verfügbar)
- Libretto (französisch), Paris 1756. Digitalisat bei Gallica